# Avermectin

Avermectin

Các avermectin là một loạt các loại thuốc và thuốc trừ sâu được sử dụng để điều trị giun ký sinh và côn trùng gây hại. Chúng là một dẫn xuất macrocyclic lactone 16 thành viên với đặc tính chống giun và diệt côn trùng mạnh. Các hợp chất xuất hiện tự nhiên này được tạo ra như các sản phẩm lên men của Streptomyces avermitilis, một loại xạ khuẩn đất. Tám avermectin khác nhau được phân lập trong bốn cặp hợp chất tương đồng, với thành phần chính (thành phần) và thứ yếu (thành phần b) thường theo tỷ lệ 80:20 đến 90:10. Các thuốc chống giun khác có nguồn gốc từ avermectin bao gồm ivermectin, selamectin, doramectin, eprinomectin, moxidectin và abamectin.
Một nửa giải thưởng Nobel về Sinh lý học và Y khoa 2015 đã được trao cho William C. Campbell và Satoshi mura vì đã khám phá ra avermectin, "các dẫn xuất trong đó đã làm giảm triệt để tỷ lệ mù lòa do giun chỉ Onchocerca và bệnh giun chỉ bạch huyết, cũng như cho thấy hiệu quả chống lại sự gia tăng số lượng các bệnh ký sinh trùng khác. " 

## Lịch sử
Năm 1978, một loại xạ khuẩn được phân lập tại Viện Kitasato từ một mẫu đất được thu thập tại Kawana, thành phố Ito, tỉnh Shizuoka, Nhật Bản. Cuối năm đó, Actinomycete bị cô lập đã được gửi đến Phòng thí nghiệm nghiên cứu của Merck Sharp và Dohme để thử nghiệm. Nhiều nước dùng được kiểm soát cẩn thận đã được lên men bằng cách sử dụng Actinomycete bị cô lập. Các xét nghiệm ban đầu chỉ ra rằng một số toàn bộ, nước dùng lên men đã hoạt động chống lại Nematospiroides dubius ở chuột trên ít nhất một phạm vi tám lần mà không có độc tính đáng chú ý. Sau đó, hoạt động chống giun được phân lập và được xác định là một họ của các hợp chất liên quan chặt chẽ. Các hợp chất cuối cùng đã được đặc trưng và các loài tiểu thuyết sản xuất ra chúng được mô tả bởi một nhóm tại Merck vào năm 1978.
Năm 2002, Yoko Takahashi và những người khác tại Viện Khoa học Đời sống Kitasato, Đại học Kitasato và tại Viện Kitasato, đề xuất Streptomyces avermitilis được đổi tên thành Streptomyces avermectinius.

## Liều dùng
Một liệu pháp sử dụng phổ biến trong thời gian gần đây đã được dựa vào miệng, đường tiêm, bôi, hoặc tại chỗ tại chỗ (như trong thuốc chống bọ chét thú y "giọt") quản lý avermectins. Chúng cho thấy hoạt động chống lại một loạt các loài giun tròn và ký sinh trùng động vật chân đốt ở động vật với liều lượng 300 μg/kg hoặc ít hơn (200 g/kg ivermectin dường như là tiêu chuẩn giao phối phổ biến, từ người sang ngựa cho đến vật nuôi, trừ khi có chỉ định khác). Không giống như kháng sinh macrolide hoặc polyene, chúng thiếu các hoạt động kháng khuẩn hoặc kháng nấm đáng kể.

## Cơ chế hoạt động
Các avermectin ngăn chặn sự truyền hoạt động điện trong các tế bào thần kinh và tế bào cơ không xương sống chủ yếu bằng cách tăng cường tác dụng của glutamate tại kênh chloride glutamate đặc hiệu của động vật không xương sống, với các tác động nhỏ lên các thụ thể của axit gamma-aminobutyric. Điều này gây ra một dòng ion chloride vào các tế bào, dẫn đến quá trình siêu phân cực và làm tê liệt hệ thống thần kinh cơ không xương sống; liều tương đương không gây độc cho động vật có vú vì chúng không có kênh chloride glutamate.

## Độc tính và tác dụng phụ
Kháng với avermectin đã được báo cáo, điều này cho thấy sự điều độ trong sử dụng. Nghiên cứu về ivermectin, piperazine và dichlorvos trong các kết hợp cũng cho thấy tiềm năng độc tính. Avermectin đã được báo cáo để ngăn chặn sự bài tiết LPS của yếu tố hoại tử khối u, oxit nitric, prostaglandin E2 và tăng nồng độ Ca2+ trong tế bào. Tác dụng bất lợi thường thoáng qua; ảnh hưởng nghiêm trọng là rất hiếm và có lẽ chỉ xảy ra khi dùng quá liều đáng kể, nhưng bao gồm hôn mê, hạ huyết áp và suy hô hấp, có thể dẫn đến tử vong. Không có liệu pháp cụ thể tồn tại, nhưng quản lý triệu chứng thường dẫn đến tiên lượng thuận lợi.

## Sinh tổng hợp Avermectin

Sơ đồ hiển thị tổng hợp sơ đồ của avermectin

Các cụm gen để sinh tổng hợp avermectin từ S. avermitilis đã được giải trình tự. Cụm gen sinh tổng hợp avermectin mã hóa các enzyme chịu trách nhiệm cho bốn bước sản xuất avermectin: 1) sản xuất avermectin aglycon bằng cách tổng hợp polyketide, 2) sửa đổi aglycon, 3) tổng hợp đường biến đổi. Cụm gen này có thể tạo ra tám avermectin có sự khác biệt nhỏ về cấu trúc.

Tổ chức của avermectin polyketide synthase

Aglycon ban đầu avermectin được tổng hợp bởi hoạt động tổng hợp polyketide của bốn protein (AVES 1, AVES 2, AVES 3 và AVES 4). Hoạt động của phức hợp enzyme này tương tự như synthase polyketide loại I. Có thể sử dụng 2-methylbutyrl CoA hoặc isobutyrl CoA làm đơn vị khởi đầu và được mở rộng bởi bảy đơn vị acetate và năm đơn vị propionate để tạo ra avermectin một loạt hay một loạt bọ tương ứng. Các aglycon ban đầu sau đó được giải phóng khỏi miền thioesterase của AVES 4 bằng cách hình thành một este mạch vòng nội phân tử.
Aglycon ban đầu avermectin được sửa đổi thêm bởi các enzyme khác trong cụm gen sinh tổng hợp avermectin. AveE có hoạt động cytochrom P450 monooxygenase và tạo điều kiện cho sự hình thành vòng furan giữa C6 và C8. AveF có hoạt tính ketoreductase phụ thuộc H của NAD (P) làm giảm nhóm keto C5 thành hydroxyl. AveC ảnh hưởng đến hoạt động dehydratase trong mô-đun hai (ảnh hưởng đến C22-C23), mặc dù cơ chế thực hiện điều này không rõ ràng. AveD có hoạt động O-methyltransferase phụ thuộc SAM. Việc AveC hay AveD hoạt động trên aglycon sẽ xác định xem alymectin aglycon kết quả sẽ tạo ra chuỗi avermectin trong trò chơi "A" hay hay "B"và loạt 1 hoặc 2, tương ứng.
Chín khung đọc mở (orf1 và aveBI-BVIII) là hạ lưu của aveA4, được biết là có liên quan đến glycosyl hóa và tổng hợp đường. AveBII-BVIII chịu trách nhiệm tổng hợp dTDP-L-oleandrose và AveBI chịu trách nhiệm glycosyl hóa aglycon avermectin với đường dTDP. Trình tự của orf1 cho thấy rằng sản phẩm của nó sẽ có hoạt động reductase, nhưng chức năng này dường như không cần thiết cho quá trình tổng hợp avermectin.

## Công dụng khác
Abamectin là thành phần hoạt động trong một số bẫy mồi kiến thương mại.